# Patacamaya
Patacamaya ist eine Kleinstadt im Departamento La Paz im Hochland des südamerikanischen Anden-Staates Bolivien. Sie ist der Sitz der Territorialprälatur Corocoro.

## Lage im Nahraum
Patacamaya ist der zentrale Ort des Municipios Patacamaya in der Provinz Aroma und liegt auf einer Höhe von 3801 m. Patacamaya liegt am linken Ufer des Río Kheto, eines Zuflusses zum Río Desaguadero, den dieser bei der Ortschaft Eucaliptus erreicht.

## Geographie
Patacamaya liegt auf der bolivianischen Hochebene zwischen den Anden-Gebirgsketten der Cordillera Occidental im Westen und der Cordillera Central im Osten. Die Region weist ein ausgeprägtes Tageszeitenklima auf, bei dem die mittleren Temperaturschwankungen im Tagesverlauf deutlicher ausfallen als im Verlauf der Jahreszeiten.
Die Jahresdurchschnittstemperatur der Region liegt bei etwa 7 °C, der Jahresniederschlag beträgt 460 mm (siehe Klimadiagramm Patacamaya). Die Monatsdurchschnittstemperaturen schwanken nur unwesentlich zwischen 4 °C im Juni/Juli und 9 °C im November/Dezember, die Monatsniederschläge liegen zwischen unter 10 mm von Mai bis August und bei 110 mm im Januar.

## Verkehrsnetz
Patacamaya ist ein wichtiger Verkehrsknotenpunkt im nördlichen Teil des bolivianischen Altiplano: Hier kreuzen sich die wichtigen Nationalstraßen Ruta 1 und Ruta 4. Von Patacamaya aus erreicht man den Regierungssitz La Paz nach 103 Kilometern auf der Ruta 1 in nördlicher Richtung und die Großstadt Oruro über die Ruta 1 in südlicher Richtung in 131 Kilometern. Nach Westen hin führt die Ruta 4 vorbei am höchsten Berg Boliviens, dem Sajama, und erreicht Tambo Quemado an der chilenischen Grenze nach 189 Kilometern. Und nach Osten führen Ruta 1 und Ruta 4 über 277 Kilometer nach Cochabamba, der Stadt des ewigen Frühlings.
Der Bahnhof von Patacamaya liegt an der Bahnstrecke Antofagasta–La Paz.

## Wirtschaftsstandort
Patacamaya wird aufgrund seiner strategischen Lage ein hohes wirtschaftliches Potential eingeräumt. So gibt es vonseiten nationaler und internationaler Akteure Interesse, in Patacamaya zu investieren. Konkret soll es dabei um einen möglichen neuen Flughafen für La Paz gehen, da der jetzige nicht erweitert werden kann. Außerdem soll ein Verteilzentrum gebaut werden und eine Großschlachterei. Der Standortvorteil von Patacamaya besteht einerseits in der Lage an der Panamericana (Ruta 1) und der Hauptstrecke nach Arica in Chile (Ruta 4), andererseits aber auch in der Verfügbarkeit von zusammenhängenden Flächen und dem flachen Gelände.

## Bevölkerung
Die Einwohnerzahl der Stadt ist in den vergangenen fünf Jahrzehnten auf fast das Fünffache angestiegen:
| Jahr | Einwohner | Quelle       |
| ---- | --------- | ------------ |
| 1976 | 2.467     | Volkszählung |
| 1992 | 5.950     | Volkszählung |
| 2001 | 8.414     | Volkszählung |
| 2012 | 11.197    | Volkszählung |
| 2024 |           | Volkszählung |

Die Region weist einen hohen Anteil an Aymara-Bevölkerung auf, im Municipio Patacamaya sprechen 83,2 Prozent der Bevölkerung Aymara.